# جزيرة مافيا

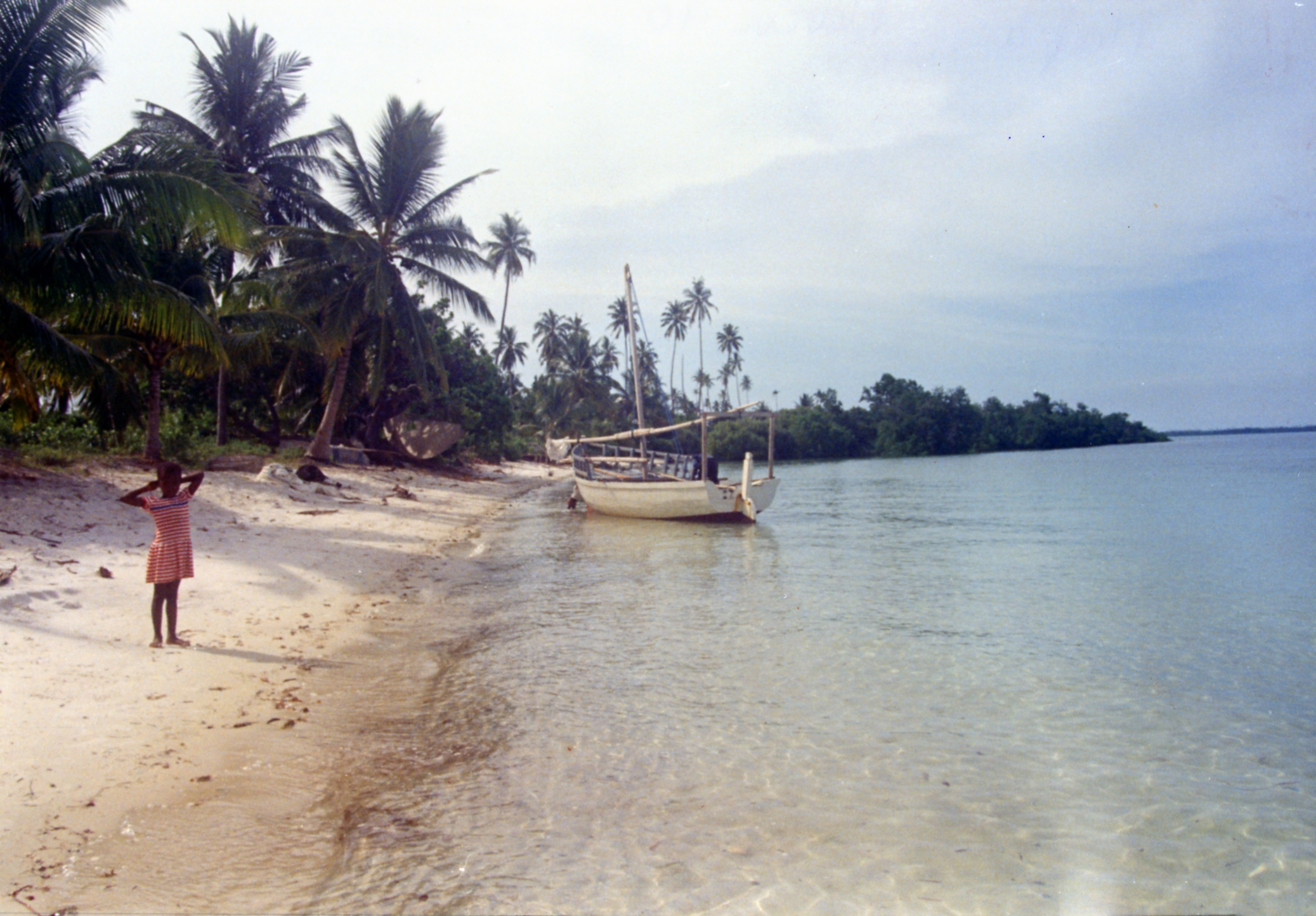
جزيرة مافيا

جزيرة مافيا (بالإنجليزية: Mafia Island)‏ هي جزيرة تابعة لجمهورية تنزانيا الاتحادية، وهي واحدة من جزر البهار التنزانية (جزيرة أنغوجا وجزيرة بمبا) ولكنها ليست تابعة لأرخبيل زنجبار. كما أنها واحدة من الولايات الست لإقليم بواني لتنزانيا.

## السكان
يبلغ عدد سكان جزيرة مافيا (مقاطعة مافيا) حسب إحصائيات مكتب الإحصاء التنزاني لعام 2002 بأكثر من 480 ألف نسمة. يعمل معظم السكان في مجالات صيد السمك وزراعة المحاصيل والخضروات المحلية والتجارة من بيع وشراء في سوق بلدتها الرئيسة كاليندوني وكذلك في السياحة. فالجزيرة في الفترة الأخيرة نظراً لموقعها الدافئ بالمحيط الهندي بدأت تجذب العديد من السياح الذين يزورون تنزانيا من دول أوروبا وأمريكا الشمالية وأستراليا وغيرها لممارسة الرياضات البحرية وبالذات الغوص وكذلك الاستجمام 
معظم سكان جزيرة مافيا مسلمون سنيون، وهناك أقلية مسيحية كاثوليكية وغيرها، ويدُعي بعض السكان بانتسابهم للعرب، وبين السكان تجار هنود. وكثير من السكان ينتمون إلى قبيلة «البوكومو» وإلى الشيرازيين. ويتحدث السكان باللغة السواحيلية.

## طبوغرافية الجزيرة

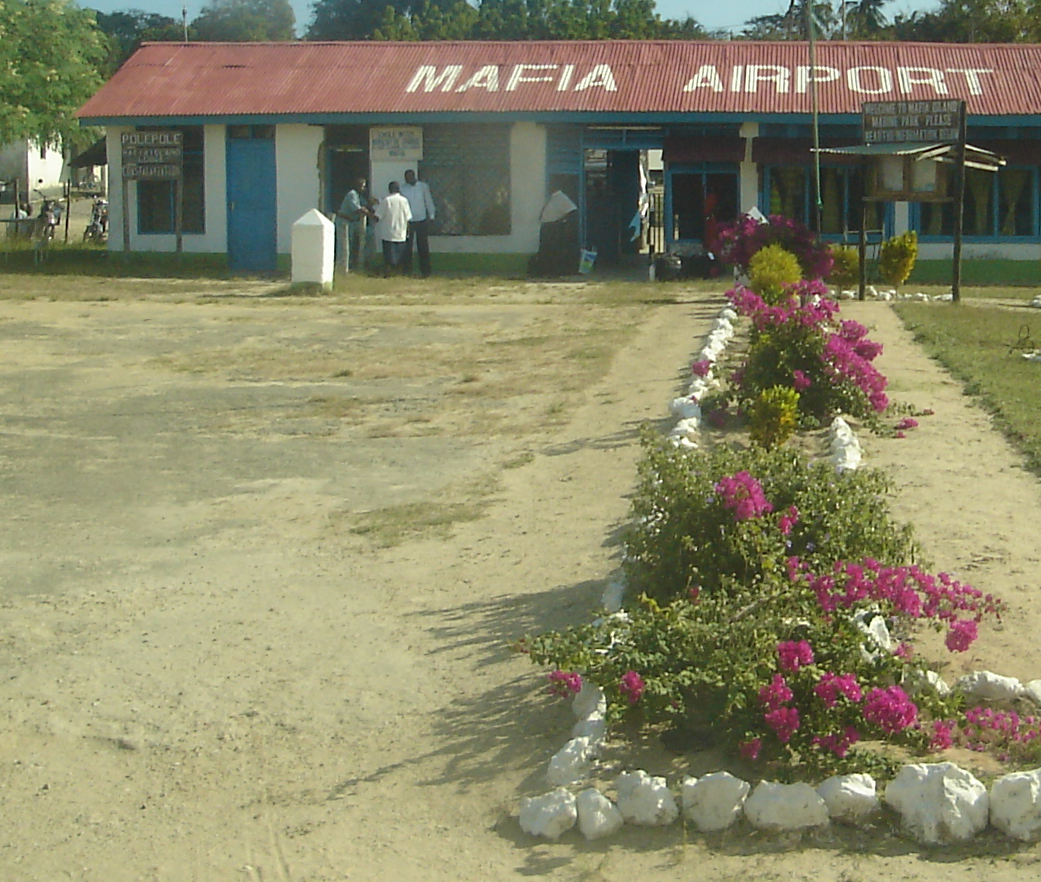
مطار جزيرة مافيا

جزيرة مافيا هي الجزيرة الوحيدة الكبرى في أرخبيل مافيا. وتبلغ مساحة الجزيرة 394 كم مربع. وتتناثر حولها عدة جزر صغيرة معظمها غير مأهولة عدا جزيرة «شولي» التي مساحتها 2 كم مربع وعدد سكانها لا يتجاوز 800 نسمة. ويعتبر خليج شولي ومياه جزيرة مافيا العميقة وميناؤها يشكل موقعاً فريداً لشواطئ رملية نظيفة تحيط بها وترصعها جزر صغيرة في منظر خلاب لعشاق الشواطئ الزرقاء الدافئة والشمس والسباحة والغوص 
إن المياه بين دلتا نهر روفيجي والجزيرة يُطلق عليه اسم قناة مافيا.

## التاريخ

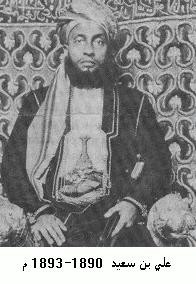

يعود تاريخ جزيرة مافيا للقرن الثامن، وكان لها موقع رئيس في التجارة القديمة بين شعوب الشرق الأقصى وشرق أفريقيا، وكانت محطة توقف واستراحة وتزود بالماء والغذاء للقوارب والسفن العربية. وفي جزيرة «شولي ميجيني» الصغيرة الواقعة في خليج شولي كان هناك استيطان سكاني وقامت بلدات للتجارة في مناجم الفضة في شرق زيمبابوي والتي تصلها من موانئ كيلوا و «ميشانغاني» في منتصف العشرينيات من القرن التاسع عشر
سيطرت ألمانيا على جزيرة مافيا تحت معاهدة عام 1890 ، ولا تزال هناك مباني في الجزيرة باقية شاهدة على ذلك العهد الاستعماري. ودفعت ألمانيا للسلطان السيد علي بن سعيد البوسعيدي (1854- 1893) رابع سلاطين زنجبار 4 ملايين مارك ذهبي ألماني لشراء الجزيرة وجزء من الساحل الأفريقي. وفي عام 1915 سيطرت القوات العسكرية البريطانية على جزيرة مافيا بعد انتزاعها بالقوة من ألمانيا وأقامت بها قاعدة جوية وبحرية لأسطولها البحري.

## حماية البيئة البحرية للجزيرة
في عام 1995 قدمت المنظمة الدولية لحماية الطبيعة التي تعرف بـ WWF مساعدة مالية لإقامة مركز لمحمية بحرية طبيعية بالجزيرة. وأقامت الحكومة التنزانية أيضاً متنزه وطني بحري في أرخبيل مافيا وذلك بناء على توصيات من جمعية حماية البيئة  كما أقيم بالجزيرة أيضاً منتجعين سياحيين لتشجيع السياحة البحرية بالجزيرة.

## معرض صور

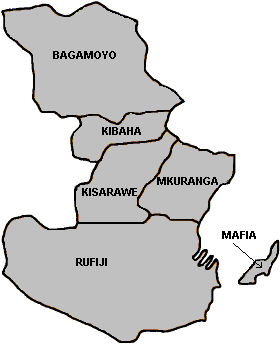
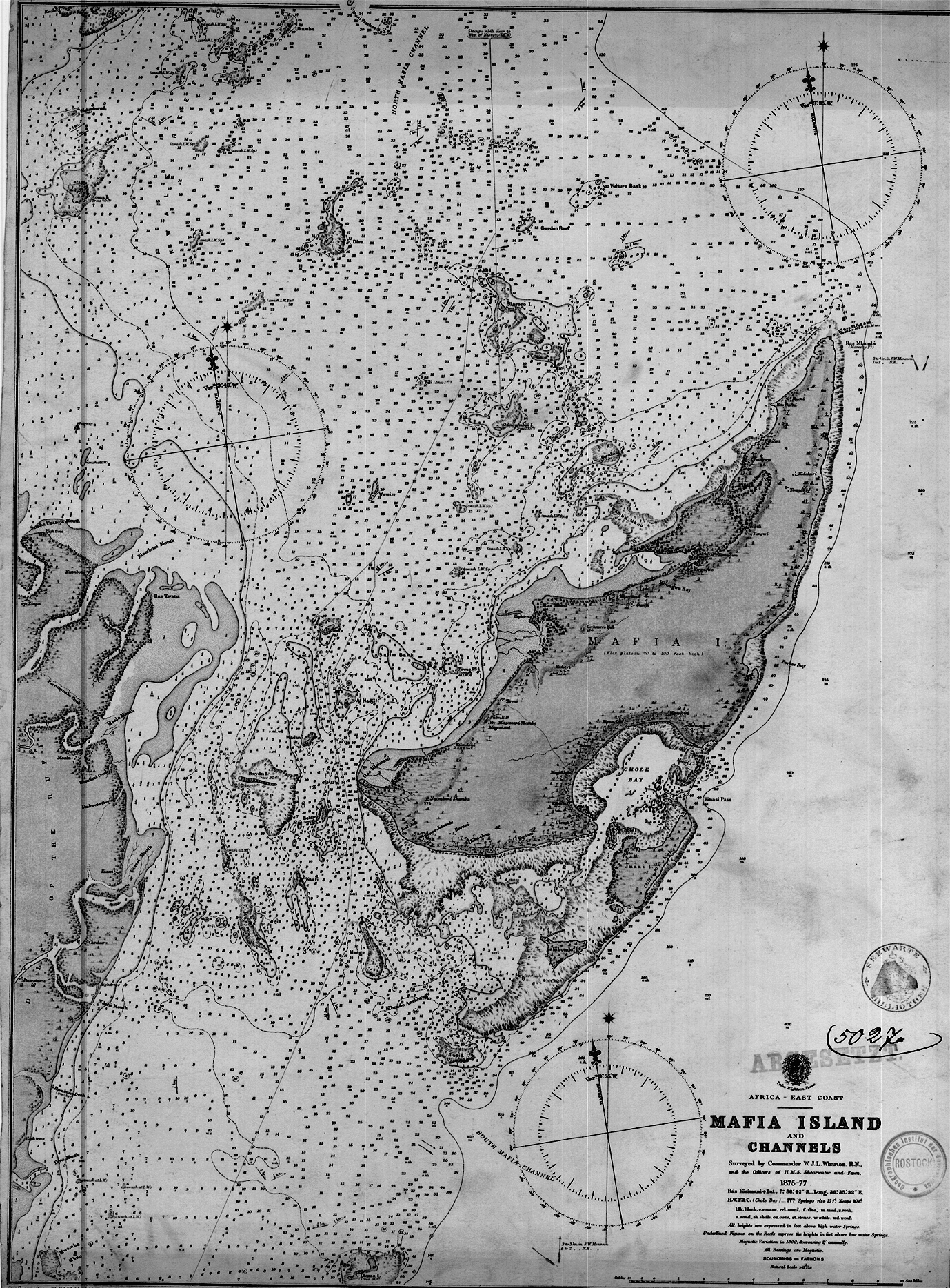
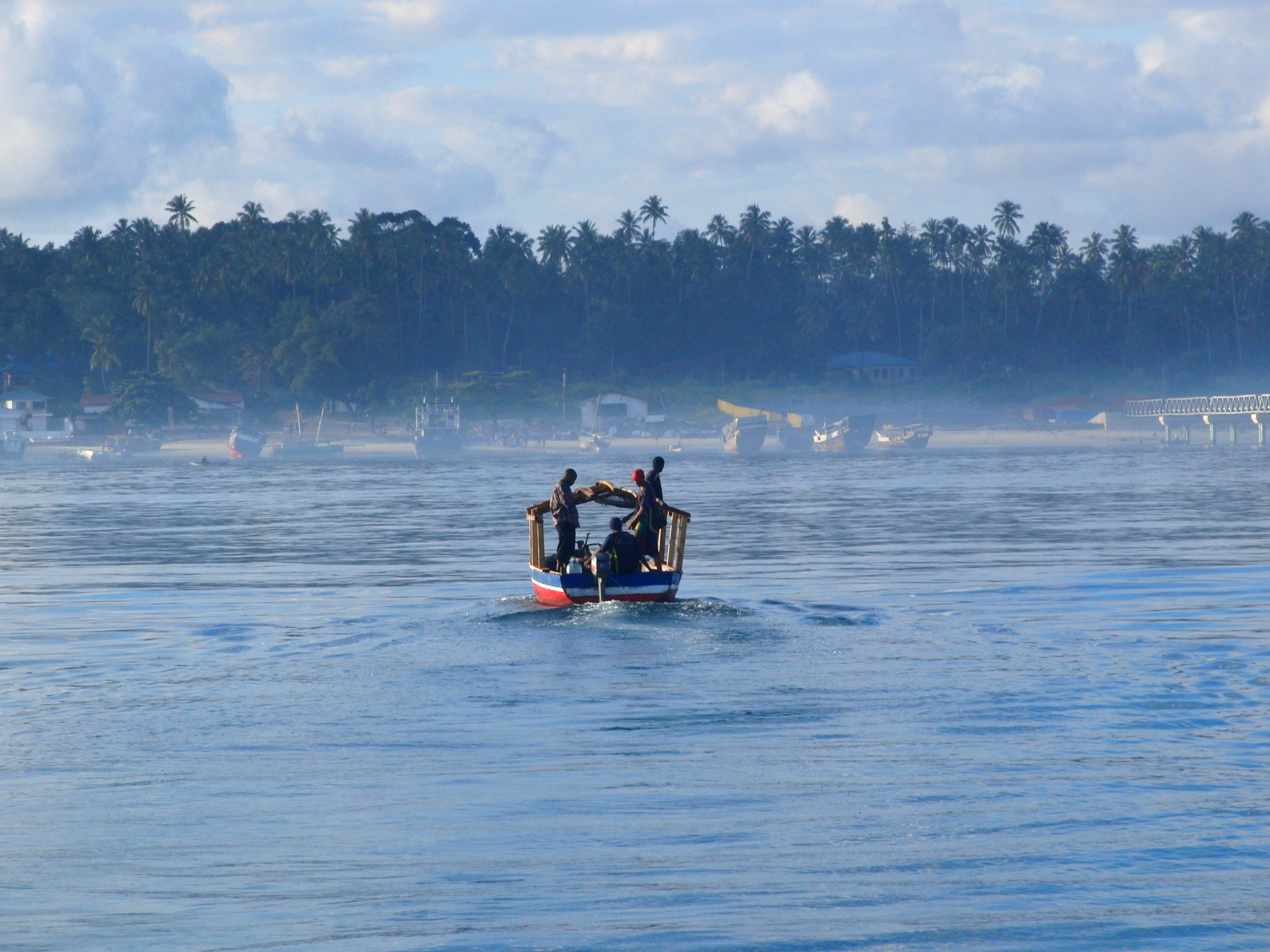